# 范光阳
范光阳（？—？），字國雯，號北山，浙江鄞县（今属宁波市海曙区）人，清朝政治人物。進士出身。
康熙二十七年（1688年）戊辰科會元，殿試二甲第一（傳臚）。改翰林院庶吉士，官至福建延平府知府。